# Zbyněk Rampáček
Zbyněk Rampáček (* 9. července 1968) je bývalý český fotbalista, obránce. Od roku 2016 působí jako delegát Ligové fotbalové asociace.

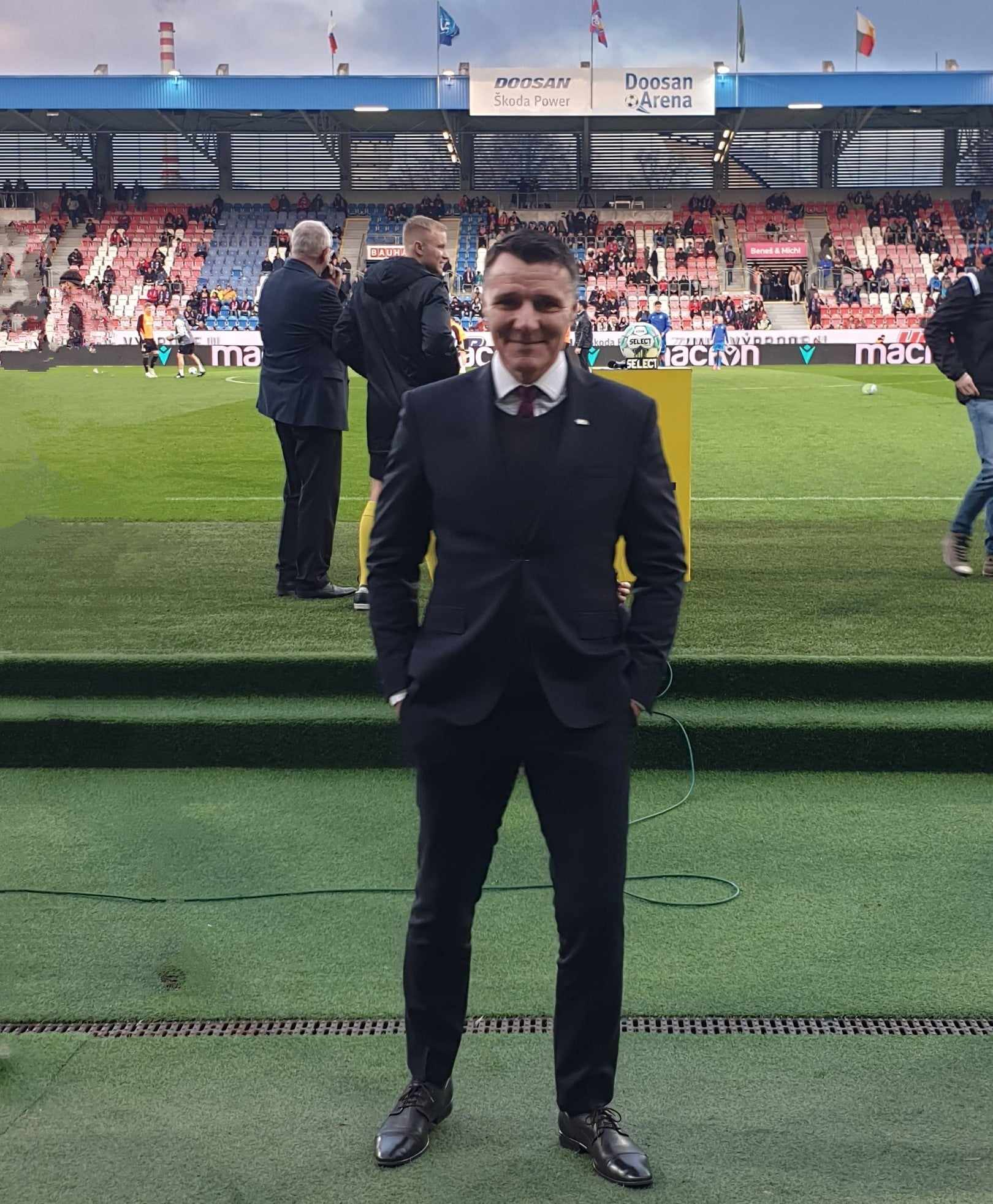
Zbyněk Rampáček

## Fotbalová kariéra
Hrál za FC Slovan Liberec, FK Teplice a FK Čáslav. Celkem v české nejvyšší soutěži odehrál 178 utkání a dal 9 gólů.

## Ligová bilance
| Ročník                          | Zápasy | Góly | Klub                |
| ------------------------------- | ------ | ---- | ------------------- |
| 1. česká fotbalová liga 1993/94 | 1      | 0    | FC Slovan Liberec   |
| 2. česká fotbalová liga 1994/95 | 17     | 0    | FK Frydrych Teplice |
| 1. česká fotbalová liga 1995/96 | 26     | 2    | FC Slovan Liberec   |
| 1. česká fotbalová liga 1996/97 | 29     | 1    | FK Teplice          |
| Gambrinus liga 1997/98          | 29     | 1    | FK Teplice          |
| Gambrinus liga 1998/99          | 27     | 2    | FK Teplice          |
| Gambrinus liga 1999/00          | 14     | 0    | FK Teplice          |
| Gambrinus liga 2000/01          | 25     | 0    | FK Teplice          |
| Gambrinus liga 2001/02          | 27     | 3    | FK Teplice          |
| CELKEM 1. liga                  | 178    | 9    |                     |